# Skiathos

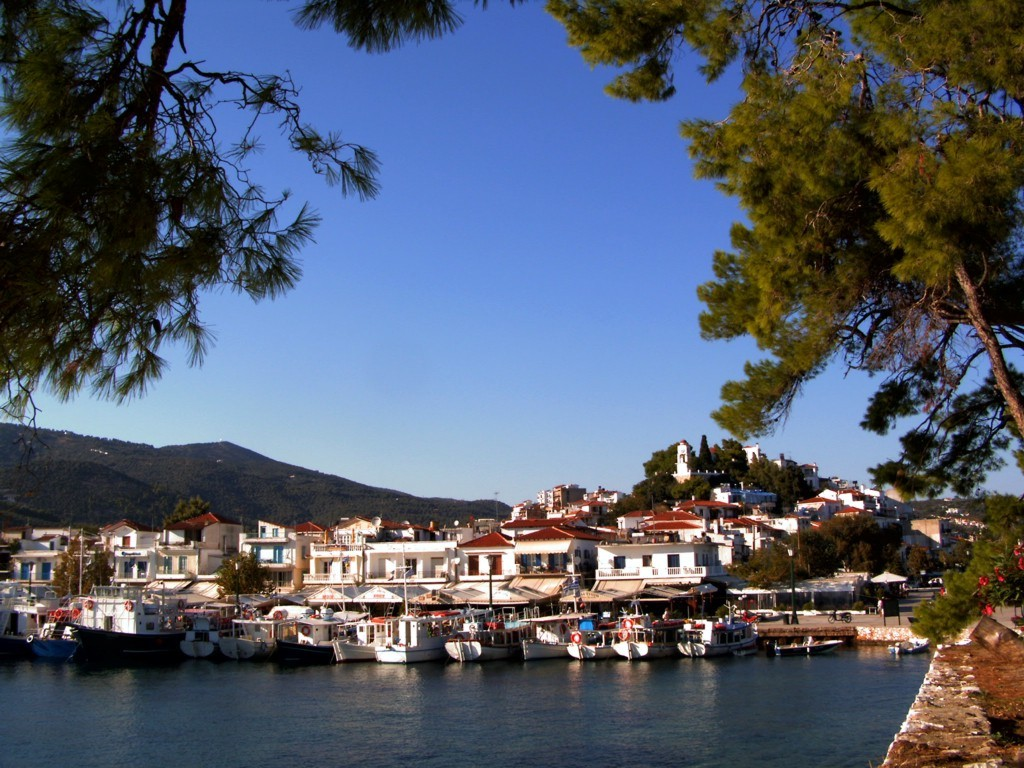
De haven van Skiathos stad

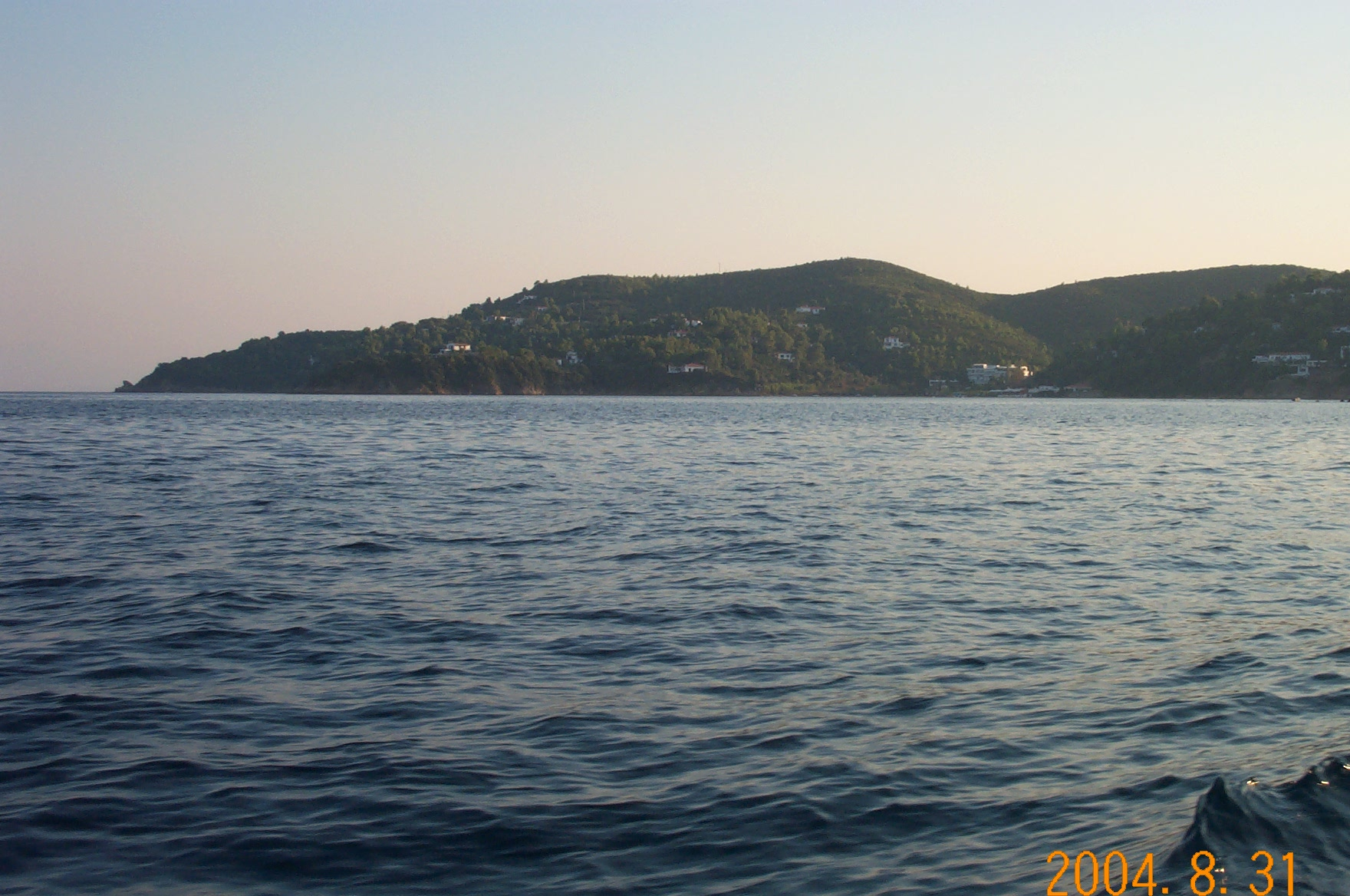
Landschap Skiathos

Skiathos (Grieks: Σκιάθος) is een eiland en een gemeente (dimos) dat onderdeel uitmaakt van de eilandengroep de Noordelijke Sporaden, gelegen in het noordwesten van de Egeïsche Zee en behoort tot de Griekse bestuurlijke regio (periferia) Thessalië.
Het hoogste punt van het eiland ligt op 424 m.

## Algemeen

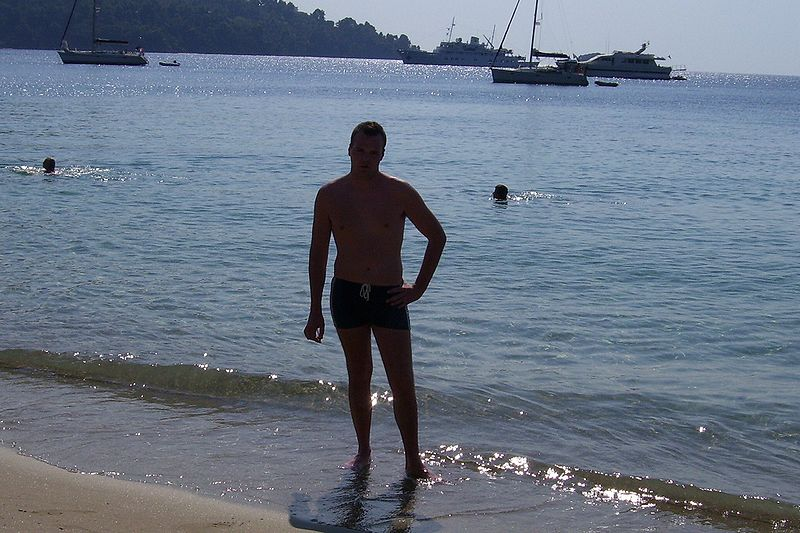
Skiathos, strand Koukonaries.

Het eiland heeft een dichte begroeiing van pijnboombossen. Het is een eiland dat tevens veel mensen trekt door de lange en witte zandstranden met de omringende bomen en het heldere zeewater, vooral in de maanden juli en augustus is het vaak drukker dan elders. Het eiland heeft veel toeristische faciliteiten. In 2007 is hier gefilmd voor de film "Mamma Mia".

## Bezienswaardigheden
Veel taxiboten verzorgen een trip rond het eiland waarbij inbegrepen een bezoek aan Kastro, de mooiste stranden, de moeilijkst bereikbare stranden (onder andere Lalaria), drie grotten en dagtrips naar de nabijgelegen eilanden Skopelos en Alonissos. Georganiseerde tochten met de zogenaamde "Flying Dolphins" bezoeken de Thessaloniki, Delphi en Meteora. Van deze excursies is de laatstgenoemde uniek door het varen met een houten boot en de te bezoeken plaatsen.
Een andere excursie is een 2 uur durende wandeltocht over een pad dat begint in Skiathos stad en voert naar de ruïnes van het kasteel, de Kastro, gelegen aan de noordkust van het eiland wat tevens voor enkele jaren de eeuwenoude hoofdstad was van het eiland.

## Hoofdstad
- Locatie - De hoofdstad van het eiland is Skiathos stad en is gelegen op het zuidoostelijke deel van het eiland.
- Omschrijving - De hoofdstad is gebouwd in amfitheatersgewijze stijl met kleine witte huizen en nauwe straatjes en is gelegen aan een rustige baai.
- Dichtstbijzijnde strand - Het dichtstbijzijnde strand is het Ftelia-strand.

## Dorpen
Skiathos kent eigenlijk maar 1 grote plaats, de hoofdstad en haven van het eiland. De rest van het eiland heeft meer grote hotel complexen, appartementen, studio's en zomer resorts. In de hoofdstad vindt men veel toeristische faciliteiten waaronder, reisbureaus, winkels, restaurants, tavernen, bars en ook zijn er verscheidene kamers en appartementen te huur.

## Stranden
Het bekendste strand van het eiland is Koukounaries en is tevens een beschermd strand.

## Nachtleven
Skiathos is een populair en toeristisch eiland en heeft levendige en uitgebreide uitgaansgelegenheden. De meeste gelegenheden bevinden zich in de hoofdstad van het eiland met daarbij romantische bars, kleine bars en kleine nachtclubs en bevinden zich tussen de kleine, smalle straatjes van de stad.

## Klimaat
Het eiland heeft milde winters waarbij veel regen kan vallen en zonnige en warme zomers maar niet zo heet als bijvoorbeeld de eilanden van de Cycladen. Zoals bijna alle eilanden hebben heeft Skiathos ook de zogenaamde zomerbries (meltemia) en deze houdt de temperatuur in stand van eind juli tot midden augustus.
De gemiddelde temperaturen (Celsius) van Skiathos zijn:
| Mrt | Apr | Mei | Jun | Jul | Aug | Sept | Okt | Nov |
| --- | --- | --- | --- | --- | --- | ---- | --- | --- |
| 11  | 15  | 19  | 23  | 26  | 25  | 22   | 18  | 13  |

## Lokale producten
Skiathos produceert goede kwaliteit (olijf)olie, vruchten, fruit en groenten.
- Wijnen - De wijnen van Skiathos staan bekend om zijn goede kwaliteit en smaak. De meest bekende wijnen zijn de donkerrode Skiathos wijn, welke de beste van zijn soort schijnt te zijn, de moschato wijn, gemaakt uit verscheidene vruchten met een zachte, zoete smaak en de alypiako wijn.

## Musea
Het enige museum van Skiathos (Papadiamantihuis) ligt in het hart van het centrum van de hoofdstad. Het museum was het huis van de Griekse monnik, dichter en schrijver Alexandros Papadiamantis tijdens de 19e eeuw.
Het kleine museum exposeert een kleine collectie documentatie over het leven van deze oude bekendheid van Skiathos. Het museum ligt aan een pittoresk plein, omgeven door traditionele, gerenoveerde herenhuizen, waar juweliers en kunstgalerieën in zijn gevestigd.

## Verkeer / vervoer
- Luchtverkeer - Luchthaven Skiathos
- Wegen - Er is op het eiland maar 1 geasfalteerde hoofdweg.
- Vervoer - Bussen vertrekken iedere 20 minuten vanuit Skiathos stad richting Koukounaries en andersom, ze stoppen bij alle haltes aan de zuidkust en de laatste stop is bij het bekende pijnboomstrand van Koukounaries of in Skiathos Stad. Op het eiland zijn 26 bushaltes. Een enkele reis van halte 1 naar halte 26 kost €2,50.

Er rijden ook enkele bussen vanuit de hoofdstad naar het Asselinos strand aan de noordkust. Taxi's zijn overal te vinden. Regelmatig varen er taxiboten vanuit de haven van de hoofdstad en doen alle moeilijk bereikbare stranden aan en ook de bekendere stranden.